# Тюринг, Нелли
Нелли Мария Тюринг (швед. Nelly Maria Thüring; 21 июня 1875, Ванкива — 2 января 1972, Энскеде), — шведский фотограф и политик (социал-демократка). Она была одна из первых женщин, избранных в шведский парламент.

## Биография
Нелли Тюринг родилась 21 июня 1875 года в Ванкиве (Швеция), в семье фермера Нильса Нильссона и Перниллы Персдоттер. Она вышла замуж за издателя Юхана Йёранссона в 1903 году и развелась с ним в 1917 году. Она взяла фамилию Тюринг, когда стала активно заниматься фотографией.
В 1890—1896 годах она работала продавщицей в магазине, а затем фотографом в 1896—1933 годах. В 1900 году она открыла фотостудию в Лунде. В 1920 году Тюринг продала её, чтобы сосредоточиться исключительно на своей политической карьере.
В 1917—1920 годах Нелли Тюринг была членом городского совета Гётеборга. В 1921 году она стала одной из пяти первых женщин, избранных в шведский парламент после того, как женщинам было разрешено голосовать. Она была избрана вместе с Агдой Эстлунд (социал-демократка), Бертой Веллин (консерватор) и Элизабет Тамм (либералка) в нижнюю палату, а Керстин Хессельгрен была избрана в верхнюю палату шведского парламента.
Будучи членом парламента, Нелли Тюринг сосредоточила своё внимание на вопросах международного сотрудничества и условий труда женщин-сотрудниц тюрем, а также сотрудничала с другими женщинами-членами парламента по вопросам неконфессиональной школы, ухода за детьми и материнством, а также сексуального образования. В дебатах она отличалась резкостью и остроумием, выступая против предложения о гендерном маркировании выносящихся на голосование законопроектов с замечанием, что если это произойдёт, она создаст женскую партию. В 1920-е годы она подвергалась некоторой критике из-за того, что женщина публично обращалась с вопросами о сексуальных проблемах к гендерно смешанной аудиторией, и первоначально, в подобных случаях бывало, что некоторые мужчины-депутаты покидали зал парламента в знак протеста. Она решила покинуть своё место в парламенте в 1928 году, потому что ей не нравились формы парламентской работы, которые она находила долгими и утомительными, и предпочитала этому агитацию (политические поездки, выступления с речами, участие в политических и общественных организациях).
Она была членом центрального комитета Социал-демократической женской организации в 1924—1928 годах и председателем Энскедского социал-демократического женского клуба в 1926—1928 годах.
Нелли Тюринг умерла 2 января 1972 года в Стокгольме.